# 錫阿贊區
錫阿贊區是阿塞拜疆的一個區，位於該國東北部，東臨裡海。面積759平方公里，人口35,296人。首府錫阿贊。
1940年設區。區名是塔特語詞「黑色女性」的意思。